# Fredrik V av Hessen-Homburg
Fredrik V av Hessen-Homburg, född 30 januari 1748 i Bad Homburg vor der Höhe, död 20 januari 1820 på samma plats, var en tysk furste som var regerande lantgreve av Hessen-Homburg från 1751 fram till sin död.

## Biografi
Fredrik V var son till lantgreve Fredrik IV av Hessen-Homburg (son till Wilhelm av Hessen-Homburg) och Ulrike Luise av Solms-Braunfels.
Hans långa regeringstid såg en mängd förändringar: Upplysningstiden, franska revolutionen, Napoleonkrigen, Tysk-romerska rikets upplösning och Wienkongressen. Fredrik V var främst intresserad av konst och vetenskap och korresponderade med både Johann Caspar Lavater och Friedrich Gottlieb Klopstock samt besökte Voltaire, d'Alembert och Albrecht von Haller. 

### Familj
Fredrik V gifte sig 1768 med Karoline av Hessen-Darmstadt, äldsta dotter till lantgreve Ludvig IX av Hessen-Darmstadt och Karolina av Birkenfeld-Zweibrücken. De hade tillsammans 15 barn, varav 11 överlevde in i vuxen ålder.
1. Fredrik VI av Hessen-Homburg (1769–1829), gift 1818 med Elisabet av Storbritannien (1770–1840).
2. Ludvig Vilhelm av Hessen-Homburg (1770–1839), gift 1804 med Augusta av Nassau-Usingen (1778–1846), äktenskapet annullerat 1805.
3. Karoline av Hessen-Homburg (1771–1854), gift 1791 med Ludvig Fredrik II av Schwarzburg-Rudolstadt (1767–1807).
4. Luise Ulrike av Hessen-Homburg (1772–1854), gift 1793 med Karl Günther av Schwarzburg-Rudolstadt (1771–1825).
5. Amalia av Hessen-Homburg (1774–1846), gift 1792 med Fredrik av Anhalt-Dessau (1769–1814).
6. Auguste av Hessen-Homburg (1776–1871), gift 1818 med Fredrik Ludvig av Mecklenburg-Schwerin (1778–1819).
7. Filip av Hessen-Homburg (1779–1846), morganatiskt gift 1838 med baronessan Rosalie Antonie Schimmelpfennig von der Oye (1806–1845).
8. Gustav av Hessen-Homburg (1781–1848), gift 1818 med Luise av Anhalt-Dessau (1798–1858).
9. Ferdinand av Hessen-Homburg (1783–1866), ogift och den siste regerande lantgreven av Hessen-Homburg.
10. Maria Anna av Hessen-Homburg (1785–1846), gift 1804 med Vilhelm av Preussen (1783–1851)
11. Leopold av Hessen-Homburg (1787–1813), ogift och omkom i Slaget vid Lützen (1813).